# St. Louis Film Critics Association Awards 2021
18. ročník předávání cen asociace St. Louis Film Critics Association se konal dne 18. prosince 2020.

## Vítězové a nominovaní
| Nejlepší film | Nejlepší režisér |
| --- | --- |
| Lékořicová pizza - Belfast - The Tragedy of Macbeth - Síla psa - West Side Story | Jane Campion – Síla psa - Paul Thomas Anderson – Lékořicová pizza - Kenneth Branagh – Belfast - Steven Spielberg – West Side Story - Wes Anderson – Francouzská depeše Liberty, Kansas Evening Sun - Denis Villeneuve – Duna |
| Nejlepší herec v hlavní roli | Nejlepší herečka v hlavní roli |
| Nicolas Cage – Pig - Benedict Cumberbatch – Síla psa - Andrew Garfield – tick, tick… BOOM! - Will Smith – Král Richard: Zrození šampiónek - Denzel Washington – The Tragedy of Macbeth                       | Kristen Stewart – Spencer - Jessica Chastain – The Eyes of Tammy Faye - Olivia Colman – Temná dcera - Lady Gaga – Klan Gucci - Nicole Kidman – Ricardovi                                                                     |
| Nejlepší herec ve vedlejší roli | Nejlepší herečka ve vedlejší roli |
| Kodi Smit-McPhee – Síla psa - Ben Affleck – Něžný bar - Ciarán Hinds – Belfast - Bradley Cooper – Lékořicová pizza - Jared Leto – Klan Gucci                                                                 | Ann Dowd – Mass - Kirsten Dunst – Síla psa - Aunjanue Ellis – Král Richard: Zrození šampiónek - Ruth Negga – Přebíhání - Rita Modeno – West Side Story                                                                       |
| Nejlepší původní scénář | Nejlepší adaptovaný scénář |
| Fran Kranz – Mass - Paul Thomas Anderson – Lékořicová pizza - Kenneth Branagh – Belfast - Aaron Sorkin – Ricardovi - Michael Sarnoski – Pig                                                                  | Jane Campion – Síla psa - Siân Hader – V rytmu srdce - Ryûsuke Hamaguchi – Drive My Car - Jon Spaiths, Denis Villeneuve a Eric Roth – Duna - Tony Kushner – West Side Story                                                  |
| Nejlepší střih | Nejlepší kamera |
| Paul Machliss – Poslední noc v Soho - Úna NíDhonghaíle – Belfast - Joe Walker – Duna - Andy Jurgensen – Lékořicová pizza - Sarah Broshar a Michael Kahn –West Side Story                                     | Ari Wegner – Síla psa - Hans Zambarloukos – Belfast - Greig Fraser – Duna - Bruno Delbonnel – The Tragedy of Macbeth - Janusz Kamiski – West Side Story                                                                      |
| Nejlepší dokument | Nejlepší cizojazyčný film |
| Utéct - Záchrana - Summer of Soul (... aneb Když se revoluce nesměla vysílat) - The Velvet Underground - Tina                                                                                                | Drive My Car - Utéct - Boží ruka - Hrdina - Titan |
| Nejlepší skladatel | Nejlepší vizuální efekty |
| Hans Zimmer – Duna - Nicholas Britell – K zemi hleď! - Jonny Greenwood – Síla psa - Jonny Greenwood – Spencer - Carter Burwell –The Tragedy of Macbeth                                                       | Duna - Black Widow - Finch - Free Guy - The Tragedy of Macbeth |
| Nejlepší výprava | Nejlepší kostýmy |
| Adam Stockhausen – Francouzská depeše Liberty, Kansas Evening Sun - Patrice Vermett – Duna - Marcus Rowland – Poslední noc v Soho - Tamara Deverell – Ulička přízraků - Adam Stockenhausen – West Side Story | Jenny Beavan – Cruella - Robert Morgan a Jacqueline West – Duna - Janty Yates – Klan Gucci - Odile Dicks-Mireaux – Poslední noc v Soho - Jacqueline Durran – Spencer                                                         |
| Nejlepší soundtrack | Nejlepší akční film |
| Cruella - Poslední noc v Soho - Lékořicová pizza - Něžný bar - West Side Story | Shang-Chi a legenda o deseti prstenech - Black Widow - Free Guy - Nikdo - Není čas zemřít |
| Nejlepší komediální film | Nejlepší hororový film |
| Lékořicová pizza - K zemi hleď! - Free Guy - Francouzská depeše Liberty, Kansas Evening Sun - Rodina na baterky                                                                                              | Tiché místo: Část II - Candyman - Ada - Poslední noc v Soho - Titan |
| Nejlepší animovaný film | Nejlepší scéna |
| Rodina na baterky - Encanto - Utéct - Luca - Vivo | Lékořicová pizza - Belfast - Poslední noc v Soho - tick, tick… BOOM! - West Side Story |